# Demokratisk Fornyelse (Angola)
Demokratisk Fornyelse (portugisisk: Partido Renovador Democrático) er et politisk parti i Angola. Partiet blev grundlagt 16. december 1990. Grundlæggerne tilhørte lederskabet af MPLA. Partiets formand er Luis de Silva Dos Passos.
| Politisk parti | Spire Denne artikel om et politisk parti eller gruppe er en spire som bør udbygges. Du er velkommen til at hjælpe Wikipedia ved at udvide den. |